# Nizhni (Krasnodar)
Nizhni (del ruso: Нижний) es un jútor del raión de Korenovsk del krai de Krasnodar, en Rusia. Está situado en la orilla izquierda del río Kirpili, 18 km al suroeste de Korenovsk y 43 km al nordeste de Krasnodar, la capital del krai. Tenía 732 habitantes en 2010.
Pertenece al municipio Serguíyevskoye.

## Transporte
Al este de la localidad pasa la carretera federal M4 Don.